# Занеглименье
Занегли́менье — историческое название местности, расположенной к северо-западу от Московского Кремля, на правом берегу реки Неглинной. Заселение Занеглименья началось уже в XIII веке, само название известно с конца XV века.
Застройка Занеглименья начиналась с дорог, проходивших здесь: Тверская, Смоленская (ныне Арбат), Дмитровская (ныне Большая Дмитровка) и Волоцкая (ныне Большая Никитская улица). Здесь селились в первую очередь ремесленники, позже (с начала XV века) в Занеглименье начали появляться дворы знати, а также (в XVI—XVII веках) дворцовые, казённые и монастырские слободы. В середине XV века по Занеглименью был проложен ров, вдоль которого впоследствии были возведены стены Белого города. После постройки Земляного города Занеглименье оказалось разделённым на городскую и сельскую части. При Иване Грозном все слободы и сёла Занеглименья от Остожья до современной Большой Никитской улицы были причислены к опричнине. В XVII веке территория Занеглименья (Белый и Земляной город) были застроены, а само название постепенно исчезло.